# Metropolie Galizien
Die Metropolie Galizien (russisch Галицкая митрополия, ukrainisch Галицька митрополія) war eine orthodoxe Kirchenprovinz in Galizien von 1303 bis 1391. Sie existierte in dieser Zeit mit Unterbrechungen neben den Metropolien Kiew und Litauen und unterstand dem Patriarchen von Konstantinopel.

## Kirchenprovinz
Die Metropolie umfasste 1303 die Eparchien Galizien, Peremyschl, Wladimir-Wolhynien, Turow, Luzk und Cholm, seit 1345 auch Polozk, Tschernigow, Smolensk, Brjansk und Belgorod. 1371 nur noch Galizien, Cholm, Turow, Peremyschl und Wladimir.

## Geschichte
Seit 988 unterstand die Kiewer Rus der Metropolie Kiew.
1240 wurde Kiew und die gesamte westliche Rus von der Goldenen Horde erobert. Galizien strebte seitdem nach mehr Eigenständigkeit. 1253 ließ sich Fürst Daniel Romanowitsch von Galizien vom Papst zum "König der Rus" krönen.
1303 wurde durch Fürst Juri von Galizien eine neue Metropolie gegründet für Galizien und die westliche Rus.
Erster Metropolit wurde Nifont, Bischof von Galizien. 
1321 wurden Galizien, wie auch Kiew und die westliche Rus von Großfürst Gediminas für Litauen erobert. 
In der Folgezeit sind nicht immer Metropoliten für Galizien bezeugt. Möglicherweise wechselten sie in der Bezeichnung mit den Metropoliten von Litauen.
1349 kam Galizien zum Königreich Polen. 
1375 richtete Papst Gregor XI. katholische Diözesen in Halitsch, Przemyśl, Wladimir und Chełm ein. 1375–78 war der Metropolit von Litauen für die westliche Rus zuständig (Einsetzung des Bischofs von Wladimir-Wolynskyj 1376/77).
1381 wurde ein letztes Mal ein orthodoxer Metropolit von Galizien ernannt. Seit 1391 gehörte Galizien wieder zur Metropolie Kiew, 1397 wurde ein Exarch für Galizien und Moldawien eingesetzt.

## Metropoliten
- Niphont, 1303–um 1307
  - Theophil, Metropolit von Litauen, vor April 1317–nach April 1329
- Gabriel, nach April 1329–nach April 1331
- Theodor, 1332–nach September 1347
  - Theodorit, Metropolit/Bischof von Litauen 1352–1354
  - Roman, Metropolit von Litauen 1355–1362
- Antonius, Mai 1371–1375
  - Cyprian, Metropolit von Litauen 1375–1378
- (unbekannt) 1381–vor 1391